# Мерсия Макдермот
Мерсия Макдермот (на английски: Mercia McDermott) е британска историчка и писателка, чуждестранен член на Българската академия на науките от 1987 година и доктор хонорис кауза на Софийския университет от 2007 година.
Нейната преподавателска и научна работа е тясно свързана с България.

## Биография
Ражда се в семейството на хирурга от Кралския военноморски флот Джефри Палмър Адсхед и учителката Олив Мей Орме. През 1948 г. завършва руска филология в Оксфордския университет. През лятото на 1947 г. с група английски студенти отива на бригада в бивша Югославия, където за първи път установява контакти с българи, включително с поета Павел Матев.
През 1948 г. участва в международната младежка бригада на язовир „Георги Димитров“ (днес „Копринка“). Там се запознава с Джеймс Макдермот, за когото се венчава веднага след прибирането им в Англия. През 1952 г. се ражда дъщеря им Александра. Александра Макдермот е доктор по химия и преподавател по физико-химия в САЩ.
От 1957 до 1989 г. общественичката посещава или живее в България. През 1963 – 1964 г. и от 1973 до 1979 г. преподава в Английската гимназия в София. След това води курс по „Националноосвободителното движение в Македония“ в Историческия факултет на Софийския университет до 1989 г.
Дълги години писателката е председателка на Англо-българското дружество със седалище в Лондон. Тя е почетен гражданин на Карлово и Благоевград и носител на високи държавни отличия на България – Ордена на розата, ордена „Кирил и Методий“ и ордена „Мадарски конник“.
Мерсия Макдермот умира на 28 март 2023 година.

## Памет
На името на Мерсия Макдермот са наречени улици в Карлово и Гоце Делчев. Неин личен архивен фонд се съхранява в Държавна агенция „Архиви“.

## Творчество
- A History of Bulgaria 1393 – 1885, Allen and Unwin, 1962
През 1962 г. Марсия Макдермот пише първата книга на английски по обща история на България, която обхваща събитията в периода 1392 – 1885 година.
- The Apostle of Freedom (A portrait of Vasil Levsky against a background of nineteenth-century Bulgaria), Allen and Unwin, 1967
Втората ѝ и най-известна книга, свързана с България, е за Левски, „Апостолът на свободата“, посветена „на българския народ, който ми даде повече, отколкото мога да му се отблагодаря“, преведена на български от Иван Градинаров през 1970 г. и преиздавана неколкократно.
- Freedom or Death (the life of Gotsé Delchev), Journeyman Press, 1978
През 1978 г. излиза изследването ѝ за Гоце Делчев, „Свобода или смърт“, с което тя става доктор на историческите науки.
- For Freedom and Perfection (the life of Yané Sandansky), Journeyman Press, 1988
Следва трудът ѝ за Яне Сандански, „За свобода и съвършенство“, Наука и изкуство, 1987 – преведен от Веселин Измирлиев.
- Bulgarian Folk Customs, Jessica Kingsley Publishers, 1998
В края на XX век Мерсия Макдермот издава „Български народни обичаи“, в която обяснява популярно религиозни, семейно-битови, трудови и други празници и ритуали, включително народни музикални инструменти, вярвания, суеверия и прочее.
- Explore Green Men, Heart of Albion Press, 2006, ISBN 978-1-872883-94-6
- Lone red poppy, Manifesto Press, 2014, ISBN 978-1-907464-10-2
- Once upon a time in Bulgaria, Manifesto Press, 2016, ISBN 978-1-907464-16-4
На български: Мерсия МакДермот „Имало едно време в България...“Мемоари Том I, ИК „Царот на Пирина“, 2022 г., преводач Зоя Янкова-Дюбоа.